# 偽書
偽書是指假造的不存在的書籍、文件。包括偽托他人的名義出版書籍、剽竊他人著作，或是將他人著作加入自己的內容之後，再重新發行造成混淆。
出版偽書的動機不一，可能包括─
- 經濟的動機：有些人偽造事實上不存在的歷史文件，當做古董販賣以詐騙金錢；例如1983年德國Konrad Kujau偽造希特勒日記，高價賣給西德《明鏡周刊》以詐騙金錢。亦有出版社為提高書籍販售量，將自己編輯的書籍偽稱為名作家所著，或翻譯自海外；例如中華人民共和國新聞出版總署每年均要公布偽書名單[1]，宣告某些書籍偽稱翻譯自國外，但事實上根本為國內出版社自行印製。

- 政治的動機：為了遂行政治宣傳動機，虛構不存在的文件、記錄，以達到政治目的。例如著名反猶太主義著作《猶太人賢士議定書》是出自帝俄時代秘密警察機構的偽造，以打擊猶太人。中国大陸文革末期的總理遺言案中，因符合民众的政治诉求，民众普通相信「总理遗言」为真本，竞相传抄。1978年台灣《中央日報》副刊發表的文章《南海血書》，偽稱是「越南難民阮天仇」的「絕筆信」，鼓動台灣人民的反共情緒，也是著名的案例。

- 其他：在一些重視古代和傳統文化的社會中，有些人會假託古人名義著書[2]，或假稱自己的著作為已散軼古書的章節，以增加個人觀點的可信性和說服力。中國魏晉南北朝時的偽託風氣就頗為盛行。